# Златокоса и разбојник: Пре срећног краја
Златокоса и разбојник: Пре срећног краја (енгл. Tangled: Before Ever After) амерички је 2Д анимирани телевизијски филм који је продуцирао Disney Television Animation, а који се премијерно емитовао на Дизни каналу као оригинални филм Дизни канала. Одиграва се између оригиналног филма Златокоса и разбојник и кратког филма Златокоса и разбојник: Срећан крај и представља увод у серију Златокоса и разбојник. Режисери су Том Колфилд и Стивен Сендовал. Филм се усредсређује на Златокосино прилагођавање на живот принцезе и мистериозни повратак њене чаробне златне косе дуге двадесет метара.
У Србији, Црној Гори, Северној Македонији и Републици Српској, цртани филм је синхронизован на енглески емитован на српској верзији Дизни канала током 2017. године. Филм се емитовао без локализације на српски. Током 2019. године, емитован је на мрежи Ејч-Би-Оу са титловима на српском. Титлове је радио студио Медијатранслејшонс. Филм је синхронизован у склопу синхронизације прве сезоне серије, подељен у последње две епизоде. Синхронизацију је радила Ливада продукција за Ејч-Би-Оу гоу.

## Радња
Златокоса се бори са задатком да буде принцеза и избегне претерано заштитничког оца. Док свесрдно воли Јуџина, Златокоса не дели његову тренутну жељу да се венчају и сместе у зидове дворца. Одлучна да живи по сопственим условима, она и њена пријатељица Касандра крећу у тајну авантуру у којој се сусрећу са мистичним стенама које магично узрокују да Златокосина дуга плава коса поново порасте. Немогуће је разбити и тешко је сакрити, Златокоса мора научити да прихвати косу и све што она представља.